# 続家庭の事情 さいざんすの巻
『続家庭の事情 さいざんすの巻』（ぞくかていのじじょう さいざんすの巻）は、1954年4月14日に東宝系で公開された日本映画。モノクロ。スタンダード。宝塚映画作品。

## 概要
トニー谷主演の『家庭の事情』シリーズ第2作。
本作は、トニー扮するビルの窓拭きが、ヒロインが勤めている会社を乗っ取ろうと企む悪徳金融の不正を暴こうとするもので、更に劇中では、当時世間を騒がせていた造船疑獄を思わせる様な、政治家への収賄が描かれている。
『お笑い三人組』（NHK総合）でブレイクする前の落語家・三遊亭小金馬（後の四代目三遊亭金馬、二代目三遊亭金翁）が、トニーの仕事仲間役で出演している。

## ストーリー
戸仁井谷夫は、父・谷之進の「大きくなったら、人から見上げられる様な人になれ」という遺言を、どこをどう間違えたのか、ビルで窓拭きをしている。しかし本人は「ビルの中から様々な人間模様が見られる」とご満足の様子。
このビルには、石橋社長の経営する「兼梨産業」、江東社長の経営する金貸業者「金満金融金庫」、あまり頼りにならない「探偵秘密党」などといった会社が入っていたが、その中で戸仁井は、兼梨産業でOLを勤める夏子に一目惚れしていた。だが当の兼梨産業は、金満金融から2000万円融資して経営している零細企業、その融資の返済期限も近く、会社は窮地に追い込まれていた。一方その頃、金満の江東社長は「兼梨産業を潰して乗っ取ってしまおう」と画策、社員の鹿島を兼梨に派遣、鹿島は「自分は様々な銀行に顔が効いている」と石橋社長を騙し、兼梨の課長の座に着く。とんだ恋敵の出現に、戸仁井は気が気ではない。
ある日戸仁井は金満の社長室の窓を拭いていると、社長室はもぬけの殻、そこで戸仁井は社長の椅子に座り、社長の気分を味わう。そこへ見知らぬ男が。彼は「数奇田」という代議士で、江東社長の知り合いであり、日頃のお世話に戸仁井にカメラをプレゼントした。どうやら彼は戸仁井を江東と間違えたらしい。しかし戸仁井はそのカメラを貰う。そこへ江東が現れ、あわてて足場へ、見ると江東の傍に鹿島が居るではないか。仕事仲間の金ちゃんに怪しいと教えた戸仁井は、石橋社長にこの事を教えるが、信じて貰えない。そこで戸仁井と金ちゃんは鹿島の尻尾を掴もうと、後日行われた就職試験に紛れ込んだが、その試験は「国際ビルヂング保安隊」の募集だった。あわてて逃げ出す二人。
やがて戸仁井はある部屋に付くと、そこでは江東と数奇田が談笑しており、江東は「最近我が社がブラックリストに入ったので、もみ消して欲しい」と、数奇田に札束を渡した。収賄だ!!そう思った戸仁井は、以前貰ったカメラでその現場を写す。だが見つかってしまい、戸仁井は女装するなどをして逃げ出し、金満の金庫室に逃げ込む。その中には日頃客に見せている札束が、だが手に取って見ると、札束の上だけ本物の札で、後は紙幣大に切った新聞紙だった!この事を夏子に知らせる戸仁井。その頃江東と、本性を露にした鹿島は、石橋社長に「2000万円と利子を返せ!返せなければ会社と工場を担保にする!!」と迫る。兼梨の大ピンチ!だがそこへ警察隊を引き連れた戸仁井が現れ、江東達は御用、更に収賄の証拠写真によって、数奇田も御用となった。
かくて兼梨のピンチは救われ、大喜びの石橋社長、その頃戸仁井と夏子は足場でキスをしていた。その様子を見て金ちゃんはこう言った。「バッカじゃなかろか」。

## スタッフ
- 原作：三木鮎郎
- 脚本：賀集院太郎
- 監督：小田基義
- 撮影：藤洋三
- 音楽：多忠修
- 美術：西七郎
- 照明：西沢壽男

## 出演者
- 戸仁井谷夫（主人公。ビルの窓拭き）／戸仁井谷之進（谷夫の父）：トニー谷
- 金ちゃん（戸仁井の仕事仲間）：三遊亭小金馬
- 夏子（兼梨産業のOL）：竹屋みゆき
- サミ：八代洋子
- 美人秘書（江東社長の秘書）：宇治かほる
- 江東社長（金満金融社長）：寺島雄作
- 石橋社長（兼梨産業社長）：荒木忍
- 鹿島（兼梨産業課長。実は金満の差し金）：千葉信男
- 保安隊試験管：雲井三郎
- 数奇田代議士（政治家。江東の知り合い）：春日清
- 女（プロローグ）：重山規子

## 主題歌
『さいざんす・マンボ』（インストゥルメンタル）
- 作詞：トニー谷、宮川哲夫／作編曲：多忠修

## 備考
『家庭の事情 さイざんすの巻』と誤記される事が多いが、『続家庭の事情 さいざんすの巻』が正しい。

## 同時上映
『御ひいき六花撰 素ッ飛び男』
- 脚本：小国英雄／監督：マキノ雅弘／主演：河津清三郎

## 参考資料
- キネマ旬報